# Idioma jeru
Aka-jeru (también conocido como Jeru) es una lengua casi extinta de las islas Andamán, en la India. Es la única superviviente del grupo del Gran Andamanés. En 1997 contaba con 37 hablantes, todos bilingües en hindi. 
- Datos: Q2919121